# Лунін Андрій Олексійович
Андрі́й Олексі́йович Лу́нін (нар. 11 лютого 1999, Красноград (нині Берестин), Харківська область, Україна) — український футболіст, воротар іспанського клубу «Реал Мадрид» і збірної України. У складі збірної України U-20 став переможцем молодіжного чемпіонату світу 2019, а також визнаний ФІФА найкращим голкіпером цього турніру. Майстер спорту України міжнародного класу (2019), магістр міжнародних відносин (2024, Міжрегіональна академія управління персоналом).

## Клубна кар'єра

### Ранні роки
Вихованець харківського футболу. У 2005—2010 роках займався в красноградській ДЮСШ (тренер — Іван Манько), паралельно з 2007 року виступаючи на вихідних за харківський «Арсенал». Починав грати на позиції нападника. З 2010 по 2015 роки займався в академії харківського «Металіста», де тренером воротаря був Сергій Вольваков). Навесні 2015 року перейшов до «Дніпра» (тренер — В'ячеслав Кернозенко). Усього з 2012 по 2016 рік провів у чемпіонаті ДЮФЛ 69 матчів.

### «Дніпро»
16 квітня 2016 року дебютував у юнацькій (U-19) команді дніпровців у домашньому поєдинку проти стрийської «Скали». За молодіжну (U-21) команду дебютував 24 вересня того ж року у виїзному матчі з одеським «Чорноморцем».

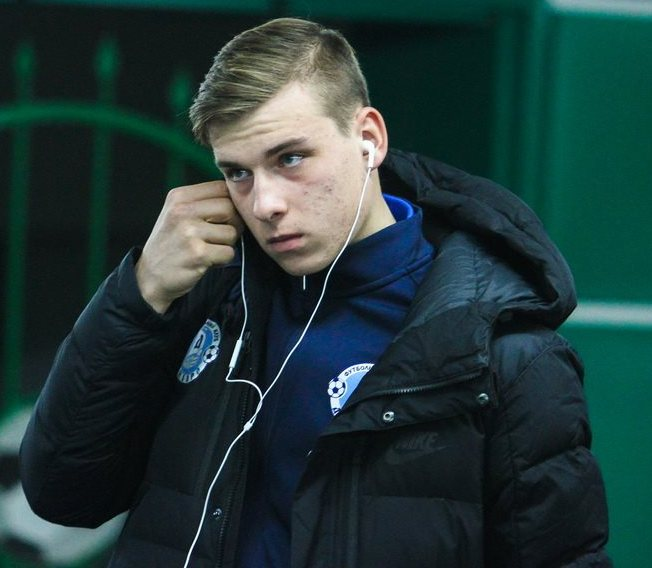
Андрій Лунін під час виступів за «Дніпро», 2016 рік

16 жовтня 2016 року дебютував у Прем'єр-лізі, вийшовши у стартовому складі у виїзній грі проти львівських «Карпат», у якій пропустив 1 м'яч на 29-й хвилині. Таким чином, Лунін у віці 17 років і 247 днів увійшов у топ-5 найбільш юних воротарів за всю історію чемпіонатів України. На 9 вересня 2021 сьомий із найбільш юних воротарів за всю історію чемпіонатів України. 26 жовтня того ж року вперше відстояв «на нуль» (в основний та додатковий час) за головну команду у виїзному кубковому поєдинку проти чернігівської «Десни», а в серії післяматчевих пенальті відбив 2 удари, чим допоміг дніпровцям здобути перемогу та вийти до наступного раунду змагань. А незабаром, відігравши 30 жовтня 2016 року третій поспіль матч в УПЛ, за підсумками туру Андрій був уключений до символічної збірної за версією порталу «Футбол 24».
Наприкінці листопада того ж року, дуже солідно відігравши зустріч проти донецького «Шахтаря», зокрема на 24-й хвилині за рахунку 0:0 відбивши пенальті від Марлоса, визнаний найкращим гравцем своєї команди в цьому матчі та знову потрапив до символічної збірної туру за версією порталу «Футбол 24» і вперше за версією «UA-Футбол». 30 листопада 2016 року вдруге поспіль відстояв «на нуль» у кубковому двобої домашньої гри 1/4 фіналу проти полтавської «Ворскли», допомігши своїй команді дістатися півфіналу турніру. 2 грудня того ж року стало відомо, що Луніним зацікавився донецький «Шахтар», а після вдалої гри наступного дня у виїзному поєдинку проти луганської «Зорі» Андрій вдруге поспіль потрапив до символічної збірної туру за версією порталу «UA-Футбол». 13 грудня 2016 року втретє поспіль потрапив до символічної збірної туру за версією порталу «UA-Футбол».

### «Зоря»
6 липня 2017 року перейшов до луганської «Зорі», уклавши з клубом дворічний контракт. 14 вересня 2017 року Лунін дебютував у єврокубках у матчі групового етапу Ліги Європи проти «Естерсунда» (0:2) на «Арені Львів». У тому сезоні він зіграв у 36 матчах у всіх турнірах, включаючи всі шість матчів «Зорі» в Лізі Європи, у тому числі вдало виступив у грі проти «Атлетіка» на «Сан-Мамесі», де його команда здобула сенсаційну перемогу з рахунком 1:0. У підсумку воротар потрапив до голосування «Зорі» в Твіттері за найкращого гравця року і в результаті був визнаний найкращим футболістом клубу.

### «Реал Мадрид»

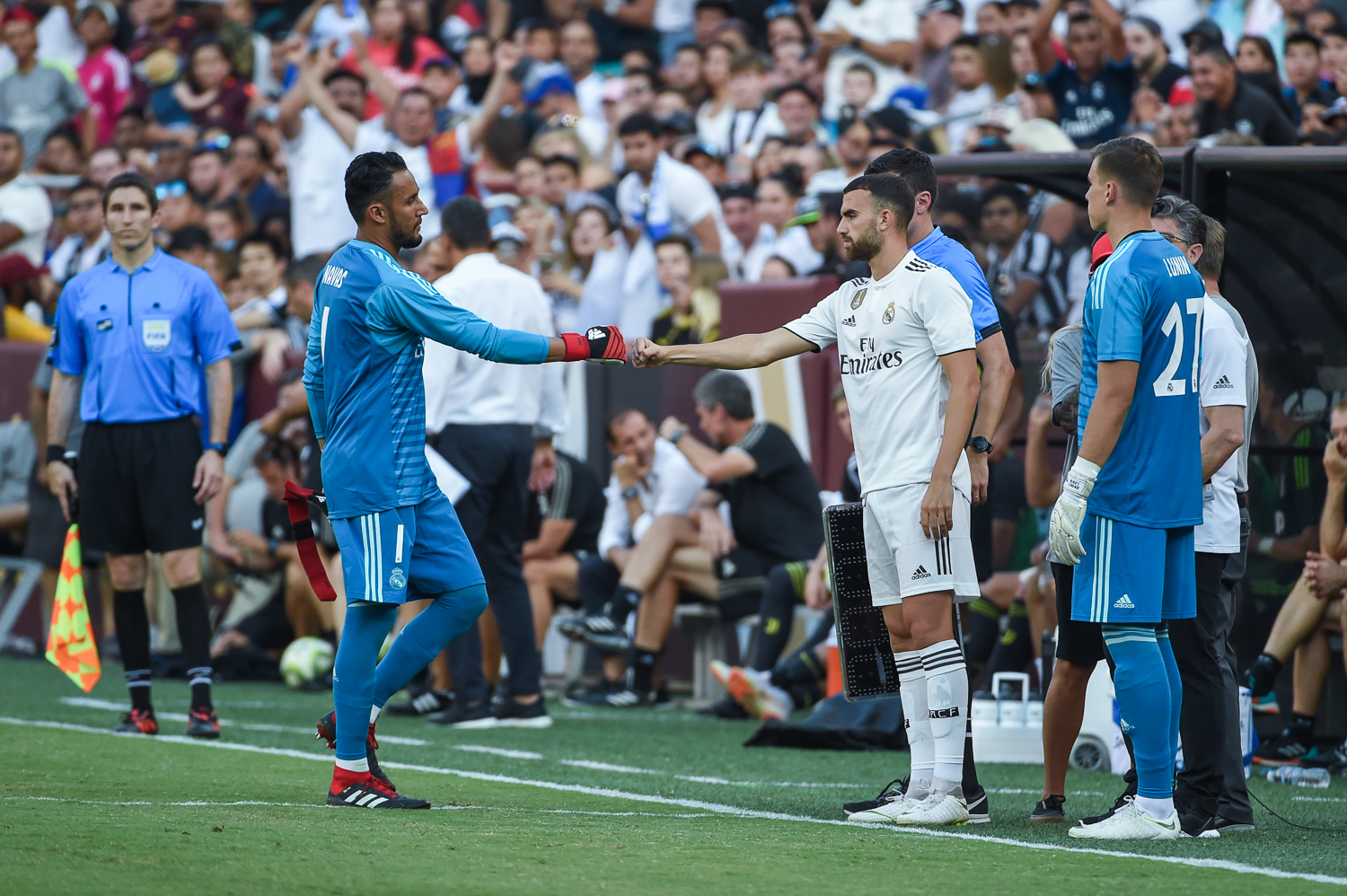
Андрій Лунін (крайній праворуч) виходить на заміну замість Кейлора Наваса в матчі Міжнародного кубка чемпіонів-2018 проти «Ювентуса»

22 червня 2018 перейшов за 9 мільйонів євро до іспанського клубу «Реал Мадрид», підписавши контракт на 6 сезонів. Представлення громадськості українського голкіпера відбулося 23 липня 2018. Дебютував за клуб у матчі Міжнародного кубка чемпіонів проти «Манчестер Юнайтед», розпочавши зустріч на лаві запасних. Після перерви вийшов на поле замість Кіко Касільї за рахунку 1:2, провів весь другий тайм і не пропустив.
11 серпня Лунін виграв свій перший трофей — у матчі за Кубок Сантьяго Бернабеу «Реал» обіграв італійський «Мілан» із рахунком 3:1. Лунін вийшов на заміну на 78-й хвилині матчу і не пропустив жодного голу.

### Оренда в «Леганесі»

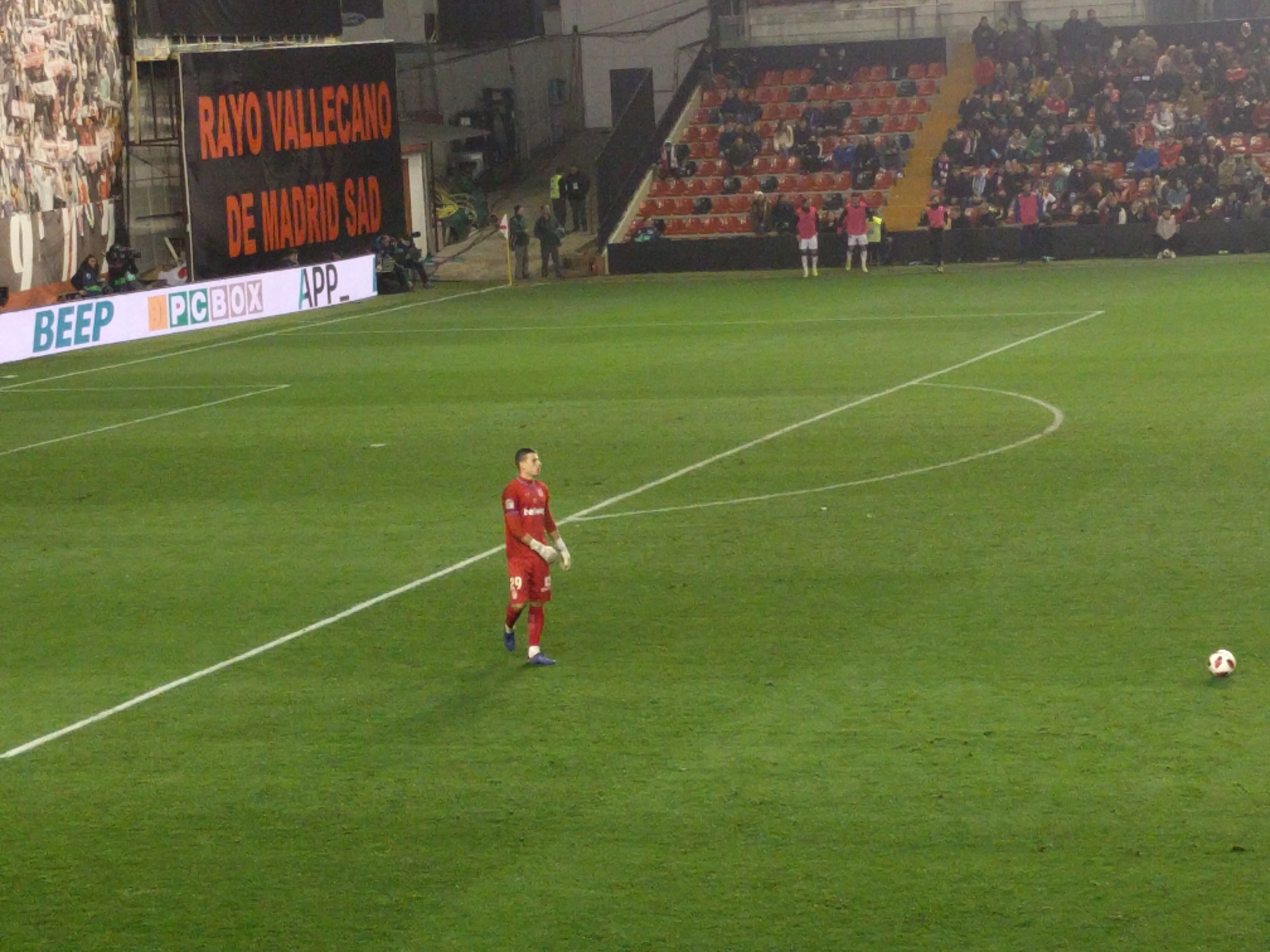
Андрій Лунін під час виступів за «Леганес», 2018 рік

Наприкінці серпня 2018 року офіційно оголошено про перехід Луніна на умовах однорічної оренди до лав іншого клубу Ла-Ліги — «Леганеса». Дебютував за «Леганес» 10 листопада, замінивши на 86-й хвилині травмованого Івана Куельяра в матчі проти «Жирони». Перший повний матч у Ла-Лізі зіграв 23 листопада проти «Алавеса». У кубковому матчі проти «Райо Вальєкано» (2:2) відбив пенальті ексфорварда «МЮ» Бебе. Утім, протягом усього сезону українець залишався дублером Куельяра і нечасто виходив на поле.

### Оренда в «Вальядоліді»
У серпні 2019 року Андрій Лунін відправився в оренду до «Вальядоліду». У цій команді так і не дебютував у чемпіонаті, взявши участь лише у двох кубкових матчах. Тим не менш, 15 жовтня 2019 року Лунін був включений до списку 20 найкращих гравців у віці до 21 року на нагороду Golden Boy. 15 січня 2020 року оренду з «Вальядолідом» припинено.

### Оренда в «Реал Ов'єдо»
У січні 2020 року на правах оренди Лунін перейшов у «Реал Ов'єдо», команду іспанської Сегунди. Перехід значною мірою був пов'язаний із відсутністю ігрової практики у «Вальядоліді». Термін оренди був розрахований до 30 червня 2020 року.
У складі команди з Ов'єдо був основним голкіпером і допоміг їй зберегти місце у другому іспанському дивізіоні за результатами сезону 2019/20.

### Повернення у «Реал»

#### 2020/21
Перед початком сезону 2020/21 повідомлено, що український голкіпер залишається у лавах мадридського «Реала». Починаючи з цього ж сезону, взяв 13-й номер у команді, який раніше мав Тібо Куртуа (той забрав перший), і став другим голкіпером команди, перебуваючи в запасі у заявці практично кожного матчу бланкос.
20 січня 2021 року Лунін дебютував у першій команді «Реалу» в офіційному матчі, зігравши у 1/16 фіналу Кубка Іспанії проти нижчолігового «Алькояно», але його команда сенсаційно поступилася з рахунком 1:2 і вилетіла з турніру. Цей матч так і залишився єдиним для воротаря того сезону.

#### 2021/22

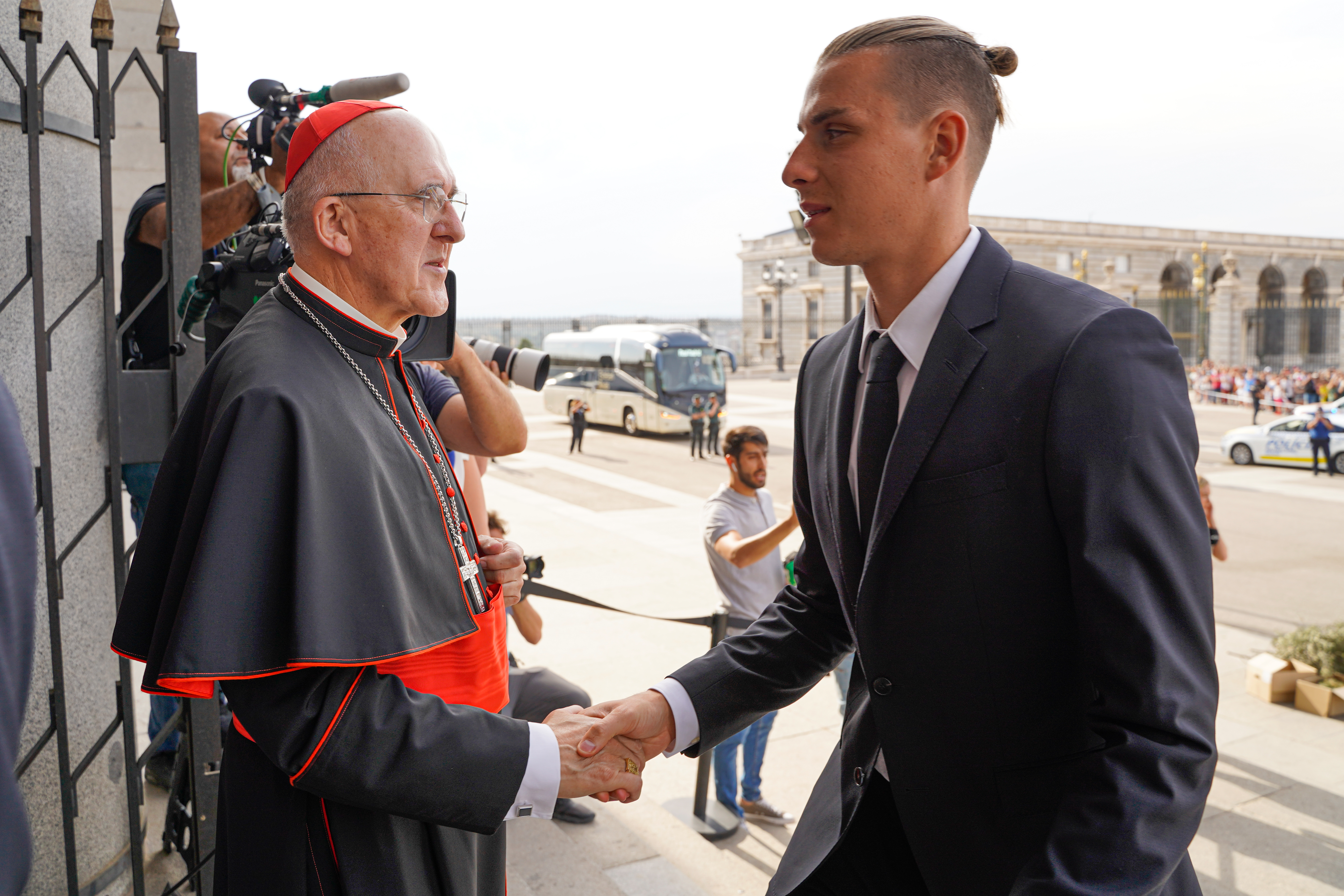
Андрій Лунін у Мадриді під час церемонії вшанування переможців Ліги чемпіонів УЄФА 2021/22

Після того як наступного сезону «вершкові» достроково здобули титул чемпіона за два тури до завершення сезону, 8 травня 2022 року Лунін дебютував у складі «Реала» в чемпіонаті Іспанії у виїзному матчі 35-го туру Ла Ліги проти мадридського «Атлетіко» (0:1), пропустивши єдиний гол із пенальті. Свій другий матч зіграв у останньому турі, 15 травня 2022 проти «Кадіса», відзначившись відбитим пенальті, який допоміг його команді здобути нічию 1:1. Того ж сезону виграв із командою Лігу чемпіонів та Суперкубок Іспанії, але у цих турнірах на поле не виходив.

#### 2022/23
На початку жовтня 2022 року стало відомо, що основний воротар Куртуа зазнав травми, завдяки чому Лунін дістав шанс вийти на поле вперше у сезоні 2022/23, зігравши 2 жовтня свій третій матч у Ла Лізі за «Реал», але й цього разу не зумів зберегти свої ворота «сухими». До того ж «вершкові» вперше у сезоні не перемогли, зігравши внічию з «Осасуною» (1:1) і перервавши серію з 9 звитяг поспіль.. Уже за кілька днів, 5 жовтня 2022 року Лунін дебютував у Лізі чемпіонів, у матчі проти донецького «Шахтаря» (2:1), але й тут пропустив гол. А вже 16 жовтня 2022 року він став першим українським гравцем, який зіграв у Ель Класіко проти «Барселони», який закінчився перемогою «вершкових» із рахунком 3:1. Загалом за час відсутності Куртуа встиг провести 6 матчів в усіх турнірах.
На початку лютого 2023 року Куртуа знову зазнав травми, через яку мусив пропустити Клубний чемпіонат світу. На цьому турнірі українець зіграв в обох матчах мадридців, у тому числі у фіналі 11 лютого 2023 року, де Лунін пропустив 3 голи з трьох ударів у площину, отримавши найнижчу оцінку на дві команди. Тим не менш Лунін став лише другим українцем, який здобув перемогу на клубному чемпіонаті світу (першим був Дмитро Чигринський, який не виходив на поле). Загалом поки Куртуа був травмований, Лунін взяв участь у 4 матчах. В одному відстояв на нуль, а в інших пропустив 5 голів. Після цього дуже прикро не потрапив в стартовий склад клубу на фінал, де врешті відіграв більш іменитий воротар Тібо Куртуа, але все одно отримав визнання і потрапив в символічну збірну турніру на позицію воротаря.

## Кар'єра в збірній
З 2014 по 2015 рік грав у складі юнацької збірної України U-16. З 2015 року виступав за юнацьку збірну U-17.
2017 року дебютував в іграх за юнацьку (U-19) збірну України, а також у складі молодіжної збірної України.
23 березня 2018 року повністю провів на полі товариський матч національної збірної України проти збірної Саудівської Аравії, таким чином дебютувавши у складі головної української збірної та ставши у віці 19 років і 40 днів наймолодшим голкіпером у її історії. Відтоді регулярно викликається до лав національної команди, щоправда, зазвичай як один із резервістів Георгія Бущана чи Анатолія Трубіна.
У травні-червні 2019 році Лунін зіграв у складі збірної України U-20 на чемпіонаті світу, де українці стали переможцями турніру, а Андрій був визнаний найкращим голкіпером чемпіонату.
У червні отримав виклик в збірну, де буде конкурувати за місце в основі з іншим українським легіонером Анатолієм Трубіним.

## Статистика виступів

### Статистика клубних виступів
Станом на 26 лютого 2025 року.
| Сезон                   | Команда                 | Чемпіонат               | Чемпіонат | Чемпіонат | Національний кубок | Національний кубок | Національний кубок | Континентальні кубки | Континентальні кубки | Континентальні кубки | Інші змагання | Інші змагання | Інші змагання | Усього | Усього | Усього |
| Сезон                   | Команда                 | Ліга                    | Ігор      | Голів     | Ліга               | Ігор               | Голів              | Ліга                 | Ігор                 | Голів                | Ліга          | Ігор          | Голів         | Ігор   | Голів  |        |
| ----------------------- | ----------------------- | ----------------------- | --------- | --------- | ------------------ | ------------------ | ------------------ | -------------------- | -------------------- | -------------------- | ------------- | ------------- | ------------- | ------ | ------ | ------ |
| 2016–17                 | «Дніпро»                | ПЛ                      | 22        | −22       | КУ                 | 3                  | −1                 | −                    | −                    | −                    | −             | −             | −             | 25     | −23    |        |
| 2017–18                 | «Зоря»                  | ПЛ                      | 29        | −41       | КУ                 | 1                  | −4                 | ЛЄ                   | 6                    | −9                   | −             | −             | −             | 36     | −54    |        |
| 2018–19                 | «Леганес»               | ЛЛ                      | 5         | −5        | КІ                 | 2                  | −2                 | −                    | −                    | −                    | −             | −             | −             | 7      | −7     |        |
| 2019–20                 | «Реал Вальядолід»       | ЛЛ                      | −         | −         | КІ                 | 2                  | −1                 | −                    | −                    | −                    | −             | −             | −             | 2      | −1     |        |
| 2019–20                 | «Реал Ов'єдо»           | СД                      | 20        | −20       | КІ                 | −                  | −                  | −                    | −                    | −                    | −             | −             | −             | 20     | −20    |        |
| 2020–21                 | «Реал Мадрид»           | ЛЛ                      | −         | −         | КІ                 | 1                  | −2                 | −                    | −                    | −                    | −             | −             | −             | 1      | −2     |        |
| 2021–22                 | «Реал Мадрид»           | ЛЛ                      | 2         | −2        | КІ                 | 2                  | −2                 | −                    | −                    | −                    | СКІ           | 0             | 0             | 4      | −4     |        |
| 2022–23                 | «Реал Мадрид»           | ЛЛ                      | 7         | −7        | КІ                 | 1                  | 0                  | ЛЧ                   | 2                    | −2                   | СКІ+КЧС       | 0+2           | 0+−4          | 12     | −13    |        |
| 2023–24                 | «Реал Мадрид»           | ЛЛ                      | 20        | −13       | КІ                 | 1                  | −4                 | ЛЧ                   | 8                    | −10                  | СКІ           | 1             | −1            | 30     | −28    |        |
| 2024–25                 | «Реал Мадрид»           | ЛЛ                      | 3         | −4        | КІ                 | 4                  | −4                 | ЛЧ                   | 2                    | −4                   | СКІ+СКУ+МК    | 0             | 0             | 9      | −12    |        |
| Усього за «Реал Мадрид» | Усього за «Реал Мадрид» | Усього за «Реал Мадрид» | 32        | −26       | −                  | 9                  | −12                | −                    | 12                   | −16                  | −             | 3             | −5            | 56     | −59    |        |
| Усього за кар'єру       | Усього за кар'єру       | Усього за кар'єру       | 108       | −114      | −                  | 17                 | −20                | −                    | 18                   | −25                  | −             | 3             | −5            | 146    | −162   |        |

### Статистика виступів за збірну
| Дата       | Місто     | Господарі            | Результат | Гості     | Турнір                               | Голи | Примітки |
| ---------- | --------- | -------------------- | --------- | --------- | ------------------------------------ | ---- | -------- |
| 23-03-2018 | Марбелья  | Саудівська Аравія    | 1 – 1     | Україна   | товариський матч                     | -1   |          |
| 03-06-2018 | Цюрих     | Албанія              | 1 – 4     | Україна   | товариський матч                     | -1   |          |
| 20-11-2018 | Анталія   | Туреччина            | 0 – 0     | Україна   | товариський матч                     | -    |          |
| 10-09-2019 | Дніпро    | Україна              | 2 – 2     | Нігерія   | товариський матч                     | -2   |          |
| 14-11-2019 | Запоріжжя | Україна              | 1 – 0     | Естонія   | товариський матч                     | -    |          |
| 11-11-2020 | Хожув     | Польща               | 2 – 0     | Україна   | товариський матч                     | -2   |          |
| 08-06-2022 | Дублін    | Ірландія             | 0 – 1     | Україна   | Ліга націй УЄФА 2022—2023 - 1-й етап | -    |          |
| 24-09-2022 | Єреван    | Вірменія             | 0 – 5     | Україна   | Ліга націй УЄФА 2022—2023 - 1-й етап | -    |          |
| 27-09-2022 | Краків    | Україна              | 0 – 0     | Шотландія | Ліга націй УЄФА 2022—2023 - 1-й етап | -    |          |
| 21-03-2024 | Зениця    | Боснія і Герцеговина | 1 – 2     | Україна   | Відбір до ЧЄ 2024                    | -1   |          |
| 26-03-2024 | Вроцлав   | Україна              | 2 – 1     | Ісландія  | Відбір до ЧЄ 2024                    | -1   |          |
| 11-06-2024 | Кишинів   | Молдова              | 0 – 4     | Україна   | товариський матч                     | -    |          |
| 17-06-2024 | Мюнхен    | Румунія              | 3 – 0     | Україна   | ЧЄ 2024 - груповий етап              | -3   |          |
| 20-03-2025 | Марбелья  | Україна              | 3 – 1     | Бельгія   | Ліга націй УЄФА 2024—2025 - плей-оф  | -1   |          |
| 23-03-2025 | Генк      | Бельгія              | 3 – 0     | Україна   | Ліга націй УЄФА 2024—2025 - плей-оф  | -3   |          |
| 10-06-2025 | Торонто   | Нова Зеландія        | 1 – 2     | Україна   | товариський матч                     | -1   |          |
| Усього     |           | Матчів               | 16        |           | Голів                                | -16  |          |

## Титули і досягнення

### Командні
«Реал Мадрид»
- Чемпіон Іспанії: 2021-22, 2023-24
- Володар Кубка Іспанії: 2022-23
- Володар Суперкубка Іспанії: 2021, 2023
- Переможець Ліги Чемпіонів УЄФА: 2021-22, 2023-24
- Володар Суперкубка УЄФА: 2022, 2024
- Переможець Клубного чемпіонату світу: 2022
- Міжконтинентальний кубок ФІФА: 2024

 Юнацька збірна України з футболу (U-20)
- Чемпіон світу: 2019

### Особисті
- Найкращий воротар молодіжного чемпіонату світу 2019 року.
- 28 жовтня 2024 року на 68-мій церемонії вручення індивідуальної нагороди у футболі — Золотого м’яча від журналу France Football Андрій Лунін був названий 3-м з найкращих голкіперів 2024 року[50].

## Нагороди
- Орден «За заслуги» III ст. (2019)[51]